# Staryj Uriup
Staryj Uriup (ros. Старый Урюп) – wieś (dieriewnia) w Rosji, w obwodzie kemerowskim, w rejonie tiażyńskim. W 2010 liczyła 488 mieszkańców.